# أنواع الاغتصاب
يمكن تصنيف الاغتصاب بطرق مختلفة، على سبيل المثال، بالإشارة إلى الحالة التي يحدث فيها، من خلال هوية الضحية أو خصائصها، وبهوية أو خصائص مرتكب الجريمة.

## تاريخ الاغتصاب
يستخدم مصطلح «تاريخ الاغتصاب» للإشارة إلى عدة أنواع من الاغتصاب، وعلى نطاق واسع يكون المغتصب شخص يعرف الضحية، وتساعد المخدرات على الاعتداء الجنسي، حيث يقوم المغتصب بتخدير الضحية وسلب إرادتها عن عمد بحيث تكون عاجزة عن المقاومة.

ويمكن أن يحدث اغتصاب المعارف "Acquaintance rape" بين شخصين يعرف كل منهما الآخر عادة في المواقف الاجتماعية، بين أشخاص يتواعدون كزوجين قد مارسوا الجنس بالتراضي في الماضي، أو بين أشخاص هم مجرد أصدقاء، أو بين المعارف، وهي تشمل اغتصاب زملاء العمل وزملاء الدراسة والأسرة والأصدقاء والمعلمين والمعارف الأخرى، شريطة أن يتم مواعدتها، ويشار إليه أحيانًا باسم «الاغتصاب الخفي» وقد تم تحديده على أنه مشكلة متنامية في المجتمع الغربي.

وقد أفاد «مسح الكلية» الذي أجراه المركز القومي للضحايا في الولايات المتحدة أن واحدة من كل أربع نساء جامعيات تعرضن للاغتصاب أو تجربة محاولة اغتصاب، وآشار هذا التقرير إلى أن الشابات معرضات بشكل كبير لكونهن ضحية تاريخ الاغتصاب أثناء وجودهن في الكلية.

## الاغتصاب الجماعي
يحدث الاغتصاب الجماعي عندما تشارك مجموعة من الأشخاص في اغتصاب ضحية واحدة، يُذكر على نطاق واسع أن حالات الاغتصاب التي تنطوي على منتهكين أو أكثر من المغتصبين (عادة ثلاثة على الأقل)، تقع في أجزاء كثيرة من العالم، غير أن المعلومات المنتظمة عن مدى المشكلة ضئيلة.

وأظهرت إحدى الدراسات أن الجناة والضحايا في حوادث الاغتصاب الجماعي كانوا أصغر سناً مع احتمال أكبر لمشاركة العاطلين عن العمل في هذه الجرائم، وشملت عمليات الاغتصاب الجماعى المزيد من تناول الكحول و تعاطي المواد المخدرة، والهجمات الليلية ومقاومة أقل من الضحية وأسلحة أقل من عمليات الاغتصاب الفردية، وأظهرت دراسة أخرى أن الاعتداءات الجنسية الجماعية كانت أكثر عنفاً وأكبر مقاومة من الضحية من الاعتداءات الجنسية الفردية، وأن ضحايا الاعتداءات الجنسية الجماعية كانوا أكثر عرضة للبحث عن خدمات الشرطة، والتفكير في الانتحار، وطلب العلاج أكثر من ضحايا الاعتداءات الفردية، وتشابهت عمليات الاغتصاب الفردية والجماعية في تعاطي الكحول وغيرها من المواد المخدرة أثناء عملية الاعتداء.

## الاغتصاب الزوجي
يُعرف أيضًا باسم اغتصاب الزوجة، أو اغتصاب الزوج، أو اغتصاب الشريك أو الاعتداء الجنسي على الشريك الحميم، أو الاغتصاب بين زوجين متزوجين، ويظن الرجل أن له حق مجامعة زوجته كلما رغب حتى لو لم ترغب هي في ذلك، بخاصة عندما لا يساعد القانون المحلي أو التقاليد المحلية المرأة أو يعاملها وكأنها ملك لزوجها، وتكشف الأبحاث أن ضحايا الاغتصاب الزوجي يعانون من صدمة طويلة الأمد أكثر من ضحايا الاغتصاب الأغراب.

## اغتصاب الأطفال
اغتصاب الأطفال، هو شكل من أشكال الاعتداء الجنسي على الأطفال، عندما يرتكبه طفل آخر عادة أقوى أو في مرحلة المراهقة، ويمكن أن يرتكب هذة الجريمة أحد الوالدين أو الأقرباء، مثل الأجداد والعمات والأعمام، وهنا تسمى بجريمة «زنا المحارم»، ويمكن أن تؤدي إلى صدمة نفسية خطيرة وطويلة الأجل.

وقد يتم اغتصاب طفل من قبل شخص بالغ ليس من أفراد العائلة ولكنه مقدم رعاية أو في موقع سلطة على الطفل، مثل معلمي المدارس أو السلطات الدينية أو المعالجين، على سبيل المثال لا الحصر، الذي يعتمد عليه الطفل، ويمكن أن تكون الآثار الناتجة عن هذا الاعتداء مشابهة للاثار الناتجة عن اغتصاب المحارم.

## الاغتصاب القانوني
هناك جهود من الحكومات الوطنية والإقليمية، لحماية «الشباب» الذين تم تعريفهم على نحو مختلف ولكنهم في بعض الأحيان مرادفين للقاصرين من الاستغلال الجنسي، حيث عملت هذة الحكومات على إصدار تشريعات تعامل أي اتصال جنسي مع القاصر كجريمة (قد لا يتم تصنيفها دائمًا كـ «اغتصاب»)،  حتى إذا وافق أو شرع في النشاط الجنسي، وغالبا ما تستند هذة الجريمة إلى افتراض أن الأشخاص دون السن، لا يملكون القدرة على منح الموافقة.

ويختلف العمر الذي يعتبر فيه الأفراد مؤهلين لإعطاء الموافقة، ويسمى سن الرشد، في مختلف البلدان والمناطق؛ في الولايات المتحدة، حيث يتراوح العمر من 16 إلى 18 عامًا، أحيانًا ما يوصف النشاط الجنسي الذي ينتهك قانون سن الرشد، بأنه "اغتصاب قانوني"، وهي فئة معترف بها قانونيًا في الولايات المتحدة.

ومع ذلك، فإن معظم الولايات تسمح للأشخاص الذين تقل أعمارهم عن سن الرشد بالانخراط في النشاط الجنسي إذا كان فارق السن بين الشركاء صغيرا؛ وتسمى هذه الاستثناءات الإعفاء من العمر أو إعفاء روميو وجولييت، وحتى في البلدان التي لا يوجد فيها استثناء قانوني رسمي، تكون الملاحقات القضائية غير متكررة.

## الاغتصاب في السجون
تم الإبلاغ عن معدلات الاغتصاب في السجون التي تؤثر على ما بين 3 ٪ و 12 ٪ من نزلاء السجون في الولايات المتحدة، على الرغم من أن عمليات الاغتصاب في السجون هي أكثر جرائم من نفس الجنس، حيث أن السجون عادة ما تكون منفصلة حسب الجنس، فإن المهاجم عادة لا يعرف بأنه مثلي، لكن هذه الظاهرة هي أقل شيوعا في أماكن أخرى في العالم الغربي، ويرجع هذا جزئيا إلى الاختلافات في هيكل نظام السجون في الولايات المتحدة بالمقارنة مع أنظمة السجون في كندا وأستراليا وأوروبا، ويكون المهاجم في الغالب نزيل آخر.

## الاغتصاب المسلسل
الاغتصاب المسلسل، هو الاغتصاب الذي يرتكبه شخص على مدى فترة طويلة نسبياً على عدد من الضحايا، وفي معظم الأحيان، يكون هذا النوع من المغتصبين غير معروف للضحية ويتبع نمطًا محددًا يمكن التنبؤ به لاستهداف الضحايا والاعتداء عليهم.

## الاغتصاب الانتقامي
يُعرف أيضًا باسم «اغتصاب العقاب»، وهو شكل من أشكال الاغتصاب الخاص بثقافات معينة، لا سيما جزر المحيط الهادئ، ويتكون من اغتصاب أنثى من قبل مجموعة من الذكور، للانتقام من الأعمال التي يرتكبها أفراد عائلتها مثل والدها أو أشقاءها، والغرض من الاغتصاب هو إذلال الأب أو الإخوة، كعقاب على سلوكهم السابق تجاه الجناة، ويرتبط الاغتصاب الانتقامي في بعض الأحيان بالقتال القبلي.

## الاغتصاب عن طريق الخداع
يحدث الاغتصاب عن طريق الخداع عندما يحصل الجاني على موافقة الضحية من خلال الاحتيال، ففي إحدى الحالات، تظاهر رجل بأنه مسؤول داخل حكومة لديها سلطة التسبب في آثار سلبية على المرأة للضغط عليها في ممارسة أنشطة جنسية، وقضت المحاكم بأنه قام بتمثيل نفسه كذباً، وبالتالي استخدم الخداع ضد المرأة.

## الاغتصاب التصحيحي
الاغتصاب التصحيحي، هو الاغتصاب الذي يستهدف المغايرين جنسياً كعقوبة لانتهاك أدوار الجنسين، وهو شكل من أشكال جرائم الكراهية ضد الأفراد المثليين، ومعظمهم من السحاقيات، حيث يبرر المغتصب الفعل كرد مقبول على التوجهات الجنسية أو الجندرية للضحية وشكل من أشكال العقاب لكونه مثلي الجنس، وفي كثير من الأحيان، فإن الحجة المعلنة للمغتصب التصحيحي هي أن الاغتصاب سوف يصحيح إتجاه والميول الجنسية للضحية، أي جعلها تتفق مع المعايير الاجتماعية، وقد تم اقتباس هذا المصطلح لأول مرة في جنوب إفريقيا بعد ظهور حالات معروفة من حالات الاغتصاب التصحيحي، مثل حالة لاعبة كرة القدم يودي سميلان "Eudy Simelane".

## الاغتصاب تحت الحراسة أو الاحتجاز
الاغتصاب تحت الحراسة أو الاحتجاز، هو الاغتصاب الذي يرتكبه شخص يعمل من قبل الدولة في مركز إشرافي أو حراسة، مثل ضابط شرطة أو موظف حكومي أو موظف في السجن أو المستشفى، ويشمل اغتصاب الأطفال في مؤسسات الرعاية مثل دور الأيتام.

وتم الإبلاغ عن حالات اغتصاب تحت الحراسة والاحتجاز في الهند وباكستان، بنغلاديش، ماليزيا، سريلانكا، إيران، كمبوديا، نيجيريا، كينيا، زامبيا والولايات المتحدة.

في الهند كان الاغتصاب الاحتجازى محورًا رئيسيًا لمنظمات حقوق المرأة، وكان يمثل فئة رسمية من حالات الاغتصاب المحددة بموجب القانون منذ عام 1983، ويخضع هذا النوع من الاغتصاب في القانون الهندي لعقوبة إضافية وذلك بسبب سلطة ووضع الشخص المغتصب.

ويستخدم مصطلح «الاغتصاب تحت الاحتجاز» في بعض الأحيان على نطاق واسع ليشمل الاغتصاب من قبل أي شخص في موقع سلطة مثل صاحب العمل أو مقرض المال أو المقاول أو المالك، ولكن بموجب القانون الهندي فإنه يشير فقط إلى موظفي الحكومة، وكثيراً ما يكون ضحايا الاغتصاب أثناء الاحتجاز من الأقليات، والأشخاص الفقراء، أو ذوي المكانة المنخفضة على سبيل المثال بسبب طائفتهم، ويقول الباحثون إن الاغتصاب أثناء الاحتجاز هو جزء من نمط أوسع من الاعتداء تحت الاحتجاز، والذي يمكن أن يشمل أيضاً التعذيب والقتل.

## اعتداء الصديق أو الخطيب
قد يظن صديق المرأة أن له حق مجامعتها لأنها تهيج مشاعره أو لمجرد أنه عرض عليها الزواج،  لكن يبقى الأمر اغتصاباً إذا حصل بالإكراه، وقد يصعب على المرأة التصريح عن هذا النوع من الاغتصاب خوفاً من لوم الآخرين لها.

## الاعتداء الجنسي على الأطفال
قد يغتصب الفتاة أو الصبي رجل من العائلة أو أي بالغ آخر،  ويعد الأمر اغتصابا ً إذا مارس البالغ الجنس مع طفل أو لمسه بطريقة جنسية حتى لو كان أبوه أو زوج أمه أو عمه أو أخوه أو ابن عمه، أو أي فرد من العائلة. يجب أن ندرك أن الاعتداء يصيب الأطفال بالحيرة والتشوش، وقد لا يفهمون ما يحدث بخاصة إذا كانوا يثقون بالمعتدي عليهم، وربّما لا يعرف سائر أفراد العائلة بهذا الاعتداء أو ينفونه، أو يرون أن المسؤولية تقع على الطفل. في كل الأحوال، ينبغي ألا نلوم أبدا ً الشخص المعتدى عليه بخاصة إذا كان طفلاً، يجب أن نساعد الأطفال وأن نمنع تعرضهم لأي أعتداء جنسي.

## المغتصب شخص غريب
إنه الاعتداء الذي يتبادر فوراً إلى أذهان الناس عندما يسمعون كلمة اغتصاب قد يُعتدى على المرأة في الشارع أو تهاجم في بيتها، هذا النوع من الاغتصاب مخيف جداً، لكنه أقل حدوثاً من حالات الاغتصاب التي يقوم بها مقارنة باغتصاب رجل تعرفه المرأة المغتصبة.

## أنواع الجناة
وصف نيكولاس جروث "Nicholas Groth"، أن هناك ثلاثة أنواع من الاغتصاب، استناداً إلى هدف المغتصب، وهذا يشمل المغتصب الغاضب ومغتصب السلطة والمغتصب السادي، وفقا لهوارد باربار " Howard Barbaree"، وهو عالم نفسي في جامعة كوينز "Queen's University"، في كينغستون أونتاريو "
كينغستون"، إن معظم حالات الاغتصاب تتسم بالاندفاع والانتهازية، ويرتكبها أشخاص قد يرتكبون أفعالا أخرى متهورة، ويميل هؤلاء المغتصبون إلى عدم إظهار الغضب إلا رداً على مقاومة ضحيتهم، ويستخدمون القليل من القوة غير الضرورية.

## اغتصاب الحرب
عمليات اغتصاب الحرب هي عمليات اغتصاب يرتكبها الجنود أو المقاتلون الآخرون أو المدنيون أثناء النزاع المسلح أو الحرب أو أثناء الاحتلال العسكري. كما يغطي هذا المصطلح الحالة التي تجبر فيها الفتيات والنساء على ممارسة الدعارة أو الاستعباد الجنسي من قبل سلطة محتلة.
خلال الحرب، غالباً ما يُستخدم الاغتصاب كوسيلة للحرب النفسية من أجل إذلال العدو وتقويض معنوياته. غالباً ما تكون عمليات الاغتصاب في الحرب منهجية وشاملة، وقد يشجع القادة العسكريون جنودهم على اغتصاب المدنيين. وبالمثل، تُستخدم حالات الاغتصاب المنهجي في كثيرٍ من الأحيان كشكلٍ من أشكال التطهير العرقي.
يعتبر الاغتصاب الحربي جريمة حرب فقط منذ عام 1949. تحظر المادة 27 من اتفاقية جنيف الرابعة الاغتصاب في أوقات الحرب والبغاء القسري. بدأ تعزيز هذه المحظورات بواسطة البروتوكولات الإضافية لعام 1977 لاتفاقيات جنيف لعام 1949. لذلك خلال محاكمات نورمبرغ بعد انتهاء الحرب ومحاكم طوكيو، لم يُقاضَ اغتصاب الحرب الجماعي كجريمة حرب.
في عام 1998، أصدرت المحكمة الجنائية الدولية لرواندا التي أنشأتها الأمم المتحدة قراراتٍ تاريخية بأن الاغتصاب جريمة إبادة جماعية بموجب القانون الدولي. وفي أحد الأحكام، قالت نافانيثيم بيلاي: «من وقتٍ سحيق، يُعتبر الاغتصاب غنيمة للحرب. والآن سيعتبر جريمة حرب. نريد أن نبعث برسالة قوية مفادها أن الاغتصاب لم يعد بمثابة غنيمة حرب».
بدأت كلمة الاغتصاب تستخدم فقط للإشارة إلى الاعتداء الجنسي في أوائل القرن الخامس عشر، وظل استخدامها المهيمن للإشارة إلى الاختطاف والسرقة دون أي دلالة على الاعتداء الجنسي حتى الفترة الحديثة. إن العديد من الإشارات الكلاسيكية إلى الاغتصاب خلال الحرب لا تشير صراحةً إلى حالات الاعتداء الجنسي، بل إلى ممارسة خطف النساء أو ممتلكات العدو أثناء الحروب.

## مزيد من التصنيف
عندما يتم تحديد وتصنيف أعمال الاغتصاب المختلفة سواء عن طريق الاتفاقيات الشعبية أو البحث في الموضوع أو غير ذلك، فإن النتائج لا تكون في الغالب حصريةً أو شاملة في نطاقها. قد تتطابق بعض الحالات مع تعريفين أو أكثر، في حين أن البعض الآخر قد يظل غير محدد. أحد الأمثلة على ذلك هو التصنيفات الفرعية التالية التي أنشأتها الباحثة الأمريكية باتريشيا روزي:
- الاغتصاب المتبادل: الاغتصاب الذي يحدث نتيجةً للمساومة أو التضامن بين الرجال.
- الاغتصاب التأديبي: الاغتصاب الذي يُستخدم في المعاقبة أو الانضباط.
- اغتصاب السرقة: الاغتصاب الذي يحدث عندما تُختطف امرأة أو رجل في معظم الحالات لاستخدامها كعبيد أو عاهرة.
- اغتصاب احتفالي: اغتصاب يشمل طقوس افتراضية.
- الاغتصاب المتعلّق بالمنزلة: هو الاغتصاب الناتج عن الاختلافات في التسلسل الهرمي أو الطبقة الاجتماعية.

يوجد العديد من الأشكال التي لم تُذكر في التصنيفات التي فوق حيث يمكن أن ينطبق العديد من هذه الأشكال المتميزة الأخرى بالتساوي على التصنيفات الأخرى مثل الاغتصاب في السجون الذي يعتبر أيضًا اغتصابًا عقابيًا، والاغتصاب الحربي وهو أيضا اغتصاب السرقة.